# Amsinckia calycina
Amsinckia calycina là loài thực vật có hoa trong họ Mồ hôi. Loài này được (Moris) Chater mô tả khoa học đầu tiên năm 1971.